# Dactylothyrea leucopsis
Dactylothyrea leucopsis är en tvåvingeart som först beskrevs av Jacques-Marie-Frangile Bigot 1891.  Dactylothyrea leucopsis ingår i släktet Dactylothyrea och familjen fritflugor. Inga underarter finns listade i Catalogue of Life.